# Неокласична економіка
Неокласична економічна теорія (англ. Neoclassical economics) — це підхід до економіки, згідно з яким виробництво, споживання та оцінка (ціноутворення) товарів та послуг керуються відомою моделлю попиту та пропозиції. Відповідно до цього напряму думки, цінність товару (матеріального або послуги) визначається шляхом гіпотетичної максимізації корисності приватними особами з обмеженим доходом та прибутками фірм, які стикаються з виробничими витратами та використовують доступну інформацію та фактори виробництва, відповідно до теорії раціонального вибору.
Неокласична економіка домінувала у мікроекономіці й разом з кейнсіанською економікою сформувала неокласичний синтез, який домінував у мейнстрімній економіці, як неокейнсіанська економіка, з 1950-х до 1970-х років. Вона конкурувала з новою кейнсіанською економікою як новою класичною макроекономікою в поясненні макроекономічних явищ з 1970-х до 1990-х років, коли було визнано, що вона стала частиною нового неокласичного синтезу поряд з новим кейнсіанством.
Неокласична економіка отримала багато критики, зокрема зі сторони Австрійської школи економіки.
Згідно з неокласичною економікою:
- непередбачені зміни рівня цін здатні викликати макроекономічну нестабільність тільки в короткостроковому періоді;
- у довгостроковому періоді економіка завжди зберігає стабільність при виробництві внутрішнього продукту, що забезпечує повну зайнятість ресурсів внаслідок гнучкості цін і заробітної плати.

Теорія адаптивних очікувань (англ. Adaptive expectations theory) — неокласична теорія, згідно з якою, люди, в очікуванні майбутніх змін, керуються подіями минулого і сьогодення і змінюють свої очікування у міру того, як розгортаються фактичні події. Наприклад, якщо інфляція була високою, люди очікують, що вона буде високою і надалі.
Теорія раціональних очікувань (англ. Rational expectations theory) — неокласична теорія Дж. Ф. Мута, згідно з якою фірми й домогосподарства чекають, що кредитно-грошова і фіскальна політика держави, зробить певний вплив на економіку, і, керуючись власною вигодою, роблять дії, що роблять цю політику неефективною.

## Походження терміна
Термін був введений Торстейном Вебленом у статті «Преконцепції економічної науки» (1900), у якій він розглянув маржиналістів як послідовників Альфреда Маршалла та інших, а також Австрійської школи економіки.

## Основна методика неокласичної школи

### Методологічний індивідуалізм
Всі економічні феномени пояснюються поведінкою і смаком людей. Вплив економіки на поведінку людей не цікавить неокласиків. Навпаки, пояснення індивідуального впливу на економіку головна їхня мета. Наприклад, Маргарет Тетчер говорила, що суспільство не існує, є тільки персони й сім'ї. Виходить, щоб пояснити поведінку якоїсь фірми або сім'ї потрібно спочатку зрозуміти, що керує поведінкою окремих людей.

### Раціональність
Персони поводяться раціонально. Кожен цікавиться тільки собою і слідує певній цілі найефективнішим способом, що відповідає принципу максимізації. Споживачі максимізують собі на втіху (потреба), перш за все шукають той продукт який їм принесе найбільше задоволення за найменшу ціну. Фірми також діють згідно з раціональністю. Люди й фірми не підкоряються соціальним нормам і цінностям. Тоді, якщо для економістів класичної школи особи діють відповідно до характеристики соціального класу до якої вони належать (залежно від статусу в процесі виробництва), неокласичні теоретики запевняють нас в нашій індивідуальної незалежності від суспільства, в нашій раціональності й переслідувані наших суб'єктивних бажань. Особи раціонально приймають свої рішення. Людина вибирає найкращий інструмент для виконання якоїсь даної мети (максимізації свого особистого інтересу) в незалежності від роздумів етичних або політичних щодо використаних способів. Людина економічна, Homo oeconomicus шукає найефективніший спосіб досягнення своїх цілей, є маржиналістом.

### Рівновага
Ринкова рівновага відповідає ситуації, коли ринкова ціна знаходиться на такому рівні, що все покупці можуть купити стільки, скільки їм хочеться, а продавці можуть продати за цю ціну стільки, скільки їм хочеться. Ціна настільки прийнятна для всіх, що вона не обмежує бажання осіб. Ціна відповідає в цьому випадку ціні рівноваги. Ані покупець, ні продавець не зацікавлений в якихось змінах. Status quo триває поки немає втручання інших сил (держава, природні явища …). Неокласичні економісти шукають умови існування цієї рівноваги й визначають вплив кожного явища (підвищення цін на сировину …).

### Важливість цінового визначення
За неокласиками, важливі й досить часто єдині відносини між особами є відносини через систему цін. Одні тільки ціни диктують нам рішення (купувати, продавати, виробляти …) з огляду на нашу тотальну раціональність. Ціни, в незалежності від продуктів, включають в себе всю інформацію необхідну покупцеві та продавцю. Чим більше продукт приносить задоволення, тим більше він коштує. Тому, ринок і ціни повідомляють нам всю інформацію про все навколо.

## Інші неокласичні думки
Синтезувати здобутки неокласичної економічної теорії та соціології спробував теоретик раціонального вибору Джеймс С. Коулман.

### Змагання
Окремі економічні діячі не мають великого впливу на їх осереддя. Особи не можуть вплинути на загальну цінову систему, але в реальному житті великі окремі одиниці є досить впливовими, щоб змінювати ціни на ринках на яких вони набувають і збувають.

### Знання економічних діячів
За неокласиками, всі особи прекрасно знають абсолютно все, що впливало на їх рішення раніше, все, що впливає сьогодні, все, що буде впливати на них в майбутньому. Особливо, особи знають всі майбутні ціни.

## Критика неокласичної парадигми
Представники Австрійської школи критикують основні положення неокласичної парадигми:
Ринкова рівновага за умов досконалої конкуренції. Ця ситуація є цілком гіпотетичною і є принципово недосяжною в реальності.
Ринкова інформація. Згідно з австрійським підходом, ринкова інформація не є ресурсом, який можна придбати, а ринкова інформація створюється, відкривається завдяки зусиллям підприємців.